# Mario Kart
Mario Kart (マリオカート, Mario Kāto) é uma série de jogos de corrida, baseada na franquia Mario, desenvolvida e publicada pela Nintendo. Os jogadores escolhem um personagem e competem em corridas de kart em diversas pistas temáticas. Durante a corrida, podem utilizar itens para atrapalhar outros jogadores ou ganhar vantagem. Alguns lançamentos também incluíram personagens de outras franquias populares, como Pac-Man, The Legend of Zelda , Animal Crossing e Splatoon.
O primeiro jogo da série, Super Mario Kart, foi lançado em 1992 para o Super Nintendo Entertainment System e é considerado um dos jogos mais influentes da história, e seguramente a maior referência em termos de spin-off. A série Mario Kart totaliza dezessete jogos, sendo oito para consoles domésticos, três para consoles portáteis, cinco jogos de arcade desenvolvidos em parceria com a Namco e um para celulares. Mais de 189 milhões de cópias da série foram vendidas em todo o mundo. O mais novo título, Mario Kart World, foi lançado como título de lançamento para Nintendo Switch 2 em 5 de junho de 2025.

## Jogabilidade
Na série Mario Kart, os jogadores competem em corridas de kart, controlando um dos personagens do universo Mario. 24 personagens podem competir em cada corrida, dependendo do jogo. Durante a corrida, os jogadores podem executar diversas técnicas de pilotagem, como largadas com foguete, deslizamento, drifting e mini-turbos.
A jogabilidade é aprimorada com a utilização de itens, obtidos ao passar por caixas de itens espalhadas pelo percurso. Esses itens variam entre os jogos da série, mas geralmente incluem cogumelos para dar aos jogadores um aumento de velocidade, cascos vermelhos/verdes para serem lançadas nos oponentes, cascas de banana e caixas de itens falsas. O jogo seleciona um item com base na posição atual do jogador na corrida, utilizando um mecanismo conhecido como rubber banding. Por exemplo, jogadores muito atrasados podem receber itens mais poderosos, como as Bullet Bills, que dão ao jogador invencibilidade enquanto o impulsionam automaticamente para frente em alta velocidade. Em contrapartida, o líder de uma corrida pode receber apenas pequenos itens defensivos, como cascos ou bananas. Esse mecanismo de jogabilidade permite que outros pilotos tenham uma chance realista de alcançar o líder.
No jogo original, Super Mario Kart, o jogador assume o controle de um dos oito personagens da série Mario, cada um com habilidades diferentes. No modo para um jogador, é possível competir contra personagens controlados pelo computador em quatro campeonatos com múltiplas corridas, compostos por 20 pistas (cinco em cada campeonato) em três níveis de dificuldade (50cc, 100cc e 150cc). Alternativamente, os jogadores podem correr contra o relógio no modo Time Trial. No modo multijogador, dois jogadores podem participar simultaneamente dos campeonatos ou competir entre si no modo Match Race. Há também um terceiro modo multijogador, o Modo Batalha, cujo objetivo é derrotar os outros jogadores atacando-os com itens e destruindo os balões que cercam cada kart.
Cada novo jogo introduziu novos elementos de jogabilidade, como novos circuitos, itens, modos e personagens jogáveis.
- Mario Kart 64: introduziu gráficos 3D, modo multijogador com suporte para 4 jogadores, mini turbos para executar impulsos de drift mais facilmente, slipstreaming, a capacidade de segurar bananas e conchas para se defender contra projéteis e segurar um item reserva também. Ele introduziu vários itens, incluindo a Fake Item Box, o Golden Mushroom e o Spiny Shell. O modo Extra (chamado Mirror a partir de Double Dash!!) com as pistas espelhadas.[2][3]
- Mario Kart: Super Circuit: introduziu o sistema de classificação (ranking), modo Quick Run (equivalente ao modo Versus, para um jogador) e apresenta copas extras com todas as pistas de Super Mario Kart.
- Mario Kart: Double Dash!!: apresenta dois corredores em um só kart, itens especiais, jogabilidade cooperativa e multijogador via LAN.[2] É também o primeiro jogo da série com personagens e veículos desbloqueáveis.
- Mario Kart DS: introduziu multijogador online (via Wi-Fi), copas retrô que apresentam pistas dos jogos anteriores, modo Mission e é o primeiro jogo a incluir um personagem não-Mario (R.O.B.).
- Mario Kart Wii: apresenta controles por movimento, doze corredores nas corridas em vez de oito, motos, tricks (movimento aéreo que concede um impulso de velocidade), possibilidade de jogar com Miis, Mario Kart Channel e quatro slots para saves.
- Mario Kart 7: introduziu planadores, seções embaixo d'água, personalização de veículos e apresenta gráficos 3D estereocópicos e opção para jogar em visão de primeira pessoa.[2]
- Mario Kart 8: apresenta seções antigravidade, quadriciclos e Mario Kart TV. É também o primeiro jogo da série a ter conteúdo adicional por download (DLC) [4][5] e introduzir o novo modo de velocidade 200cc.[6]
- Mario Kart 8 Deluxe: trouxe um modo de batalha renovado, que inclui o novo "Renegade Roundup", o retorno das caixas de itens duplas e o ultra mini-turbo. Além disso, o jogo adicionou seis personagens que estavam ausentes na versão original: King Boo, Dry Bones, Gold Mario, Bowser Jr. e os Inklings (masculino e feminino) de Splatoon. A versão Deluxe também deu à Villager feminina seu próprio espaço de personagem.[7][8] De 2022 até o final de 2023, o pacote de expansão DLC "Booster Course Pass" dobrou a quantidade de pistas e acrescentou novos personagens, personalização de itens para o modo versus e um tocador de música.
- Mario Kart Tour: apresenta uma jogabilidade baseada nos dispositivos móvel, foi o primeiro jogo da franquia a ter os circuitos baseados em cidades do Mundo real[1], o primeiro jogo da franquia a ter um modo Gacha (removido em 2022) e micro transação.[9]
- Mario Kart World: O jogo apresenta corridas para 24 jogadores e uma mecânica off-road, além de um formato de direção em mundo aberto.[10] Um novo modo foi introduzido, chamado "Eliminatória", onde 24 jogadores competem entre seis pontos de verificação diferentes localizados no mundo aberto. Os últimos quatro jogadores são eliminados cada vez que um ponto de verificação é ultrapassado. Curiosamente, todos os novos personagens em World apareceram anteriormente como perigos nas pistas.

### Modos de Jogo
Cada jogo apresenta uma variedade de modos diferentes. Os quatro modos seguintes são os mais recorrentes da série:
- Grand Prix – Os jogadores competem em “copas” com quatro pistas cada (cinco em Super Mario Kart), em quatro níveis de dificuldades: 50cc, 100cc, 150cc e 150cc Mirror (ausente em Super Mario Kart e Mario Kart: Super Circuit). O nível selecionado influencia na velocidade dos veículos. A partir de Mario Kart DS, este modo passou a ter duas seções: Nitro e Retro. Os corredores ganham pontos de acordo com a posição final e os três com mais pontos na classificação geral recebem um troféu. A partir do Mario Kart 8 (Update 4.0) foi introduzido um novo modo de dificuldade, o 200cc

Sistema de Pontuação no Modo Grand Prix:
| Colocação                             | 1ª | 2ª | 3ª | 4ª | 5ª | 6ª | 7ª | 8ª | 9ª | 10ª | 11ª | 12ª |
| Super Mario Kart / 64 / Super Circuit | 09 | 06 | 03 | 01 | 00 | 00 | 00 | 00 | ** | **  | **  | **  |
| Double Dash / DS                      | 10 | 08 | 06 | 04 | 03 | 02 | 01 | 00 | ** | **  | **  | **  |
| Wii                                   | 15 | 12 | 10 | 08 | 07 | 06 | 05 | 04 | 03 | 02  | 01  | 00  |
| Mario Kart 7                          | 10 | 08 | 06 | 05 | 04 | 03 | 02 | 01 | ** | **  | **  | **  |
| Mario Kart 8                          | 15 | 12 | 10 | 09 | 08 | 07 | 06 | 05 | 04 | 03  | 02  | 01  |

- Time Trial – Neste modo, o jogador corre pelas pistas com o objetivo de completá-las no menor tempo possível. O melhor tempo é salvo como um fantasma, com o qual é possível competir posteriormente.
- Versus (Match Race em Super Mario Kart) - Este modo é semelhante ao Grand Prix, sendo que neste os jogadores competem em pistas selecionadas por eles. Mario Kart: Super Circuit introduziu regras personalizadas a este modo, como escolher o número de voltas e competir sem itens. Nos primeiros jogos, o modo Versus só é disponível no multiplayer, mas a partir de Mario Kart DS, o modo passou a ser incluído também no modo single-player (exceto em Mario Kart 7). Super Circuit, no entanto, apresenta um modo muito semelhante para um jogador, chamado Quick Run.
- Battle – O objetivo do jogador neste modo é derrotar os oponentes. Todos os jogos têm o Balloon Battle, e alguns jogos mais recentes têm modos adicionais. Este modo contém estágios específicos, mas em Mario Kart 8 as batalhas ocorrem em um número limitado das pistas de corrida. Assim como o modo Versus, o modo Battle também só passou a ser incluído no single-player em Mario Kart DS. A partir de Mario Kart Wii, as batalhas passaram a ter limite de tempo.

## Jogos

### Consoles
| Jogo                          | Lançamento | Plataforma                          |
| ----------------------------- | ---------- | ----------------------------------- |
| Super Mario Kart              | 1992       | Super Nintendo Entertainment System |
| Mario Kart 64                 | 1996       | Nintendo 64                         |
| Mario Kart: Super Circuit     | 2001       | Game Boy Advance                    |
| Mario Kart: Double Dash!!     | 2003       | Nintendo GameCube                   |
| Mario Kart DS                 | 2005       | Nintendo DS                         |
| Mario Kart Wii                | 2008       | Wii                                 |
| Mario Kart 7                  | 2011       | Nintendo 3DS                        |
| Mario Kart 8                  | 2014       | Wii U                               |
| Mario Kart 8 Deluxe           | 2017       | Nintendo Switch                     |
| Mario Kart Live: Home Circuit | 2020       | Nintendo Switch                     |
| Mario Kart World              | 2025       | Nintendo Switch 2                   |

Houve também um jogo previsto para o Virtual Boy, nomeado provisoriamente como VB Mario Kart. O jogo foi cancelado devido ao fracasso comercial da plataforma. O jogo foi listado entre vários outros projetos cancelados para o Virtual Boy em uma edição de 2000 da revista alemã Big N.

### Fliperamas
- Mario Kart Arcade GP (2005) (co-desenvolvido pela Namco)
- Mario Kart Arcade GP 2 (2007) (co-desenvolvido pela Namco Bandai Games)
- Mario Kart Arcade GP DX (2013) (co-desenvolvido pela Namco Bandai Games)

### Celulares e Tablets
- Mario Kart Tour (2019, IOS e Android)